# 飛虎群英
《飛虎群英》（英語：Flying Squads）是香港電視廣播有限公司拍攝製作的時裝警匪劇集，由梁家樹擔任監製，主要演員有甄子丹、關禮傑、林偉健、李婉華、龔慈恩、盧宛茵、楊寶玲和歐陽震華等。
故事主要環繞特別任務連（飛虎隊）與黑幫之間的較量鬥爭。
本劇於2005年4月24日在翡翠台及2011年8月11日在TVB星河頻道重播。

## 演員表
| 演員   | 飾演角色 | 演出內容 |
| ------ | -------- | -------- |
| 甄子丹 | 張皓南   |          |
| 楊寶玲 | 利琪琪   |          |
| 關禮傑 | 劉傳亨   |          |
| 李婉華 | 劉傳芳   |          |
| 盧宛茵 | 張五     |          |
| 林偉健 | 鄭勝     |          |

- 梁愛
- 陳國權
- 鄧汝超
- 吳博君
- 陳玉麟
- 鄭藩生
- 梁少狄
- 談泉慶
- 王維德
- 吳詠虹
- 褚肇淇
- 白文彪
- 王鴻琴
- 吳華山
- 陳國志
- 黃一飛
- 杜兆津
- 陸應康
- 黎冠成
- 江寧
- 鄭君熾
- 丘國良
- 黃子揚
- 曾守明
- 馬宗德
- 徐廣林
- 陳軍戎
- 林聰
- 黎耀祥
- 吳瑞庭
- 陳中堅
- 潘文柏
- 袁忠義
- 羅國維
- 龔慈恩飾 Anita
- 林韋辰
- 曾耀明
- 黃恩慈
- 黃成想
- 林健輝
- 麥長青
- 朱鐵和
- 譚兆明
- 許實賢
- 河國榮
- 孫季卿
- 林文龍
- 梁健平
- 黃思恩
- 譚一清
- 凌漢
- 曹濟
- 叢世權
- 何璧堅
- 歐陽震華
- 李煌生
- 馮國
- 林家棟
- 承恩
- 羅樹淇
- 陳鳳冰
- 冼寶華
- 何禮男
- 鄧以豪
- 黃德斌
- 麥子雲
- 單劍圖
- 黃天鐸
- 黃英耀